# 공경
공경(公卿 쿠교우[*])은 일본의 귀족 계급으로서, 그 중에서도 일본의 율령제에 근거하여 태정관의 간부로서 국정을 담당한 태정대신·좌대신·우대신·대납언·중납언·참의 등의 고관을 이르는 용어이다. 중국의 삼공구경을 모방한 것이며, 헤이안 시대 때부터 "공경"이라는 용어가 사용되었다.

## 같이 보기
- 태정관
- 공가
- 섭관
- 고지엔